# تائورو د اوکسی کولیک اسید
تائورو د اوکسی کولیک اسید (به انگلیسی: Taurodeoxycholic acid) با فرمول شیمیایی C26H44NO6S- یک ترکیب شیمیایی با شناسه پاب‌کم 2733768 است. که جرم مولی آن ۴۹۸٫۷۰ گرم بر مول می‌باشد. 